# پورت جنتیل
پورت جنتیل (به لاتین: Port-Gentil) یک منطقهٔ مسکونی در گابن است که در Ogooué-Maritime Province واقع شده‌است. پورت جنتیل ۱۳۶٬۴۶۲ نفر جمعیت دارد.

## خواهرخوانده
شهر ونژو خواهرخواندهٔ پورت جنتیل هست.